# Premio Banamex de Economía
El Premio Banamex de Economía (Premio Citibanamex de Economía)  es el premio más importante de ciencia económica en México, otorgado anualmente por el Grupo Financiero Banamex «a la mejor investigación sobre el análisis y la solución de los problemas económicos de México».
La primacía del galardón, cuyos ganadores desde su fundación en 1952 han sido algunos de los más notables economistas y políticos de México, entre ellos Gabriel Zaid (1979), Jesús Reyes-Heroles (1976), Agustín Carstens (1982), Luis Téllez (1982), Santiago Levy (1992), [Andrés Conesa Labastida (1997), lo coloca como uno de los reconocimientos internacionales más importantes otorgados a economistas de América Latina y el Caribe.

## Desarrollo del premio
La convocatoria del Premio es anunciada por el Grupo Financiero CitiBanamex. El jurado está compuesto por el gobernador del Banco de México, el secretario de Hacienda y Crédito Público, la secretaria de Economía, el director del Centro de Estudios Económicos del Sector Privado, así como por los directores de los departamentos y escuelas de economía del Instituto Tecnológico Autónomo de México, la Universidad Nacional Autónoma de México, la Universidad Autónoma de Nuevo León, la Universidad Iberoamericana, la Universidad Anáhuac, la Universidad de las Américas, el Colegio de México y el Centro de Investigación y Docencia Económicas. Los miembros del jurado analizan y valoran los trabajos que se presentan al concurso en un transcurso no mayor a nueve meses.
El premio es otorgado anualmente por el Presidente de México o un alto funcionario del Gobierno Federal y el director general de Grupo Financiero Banamex. Los ganadores del Premio Banamex de Economía 2023 son Daniel Osuna Gómez y Eduardo Medina Cortina.

## Ganadores recientes
A continuación se muestran los galardonados con el primer lugar del Premio Banamex. Desde 1975, se muestra solo  el primer lugar en la categoría de «Investigación».
| Año                                | Laureado                             | Origen                                      | Alma mater | Título del trabajo |              |
| ---------------------------------- | ------------------------------------ | ------------------------------------------- | --- | --- | ------------ |
| 2023                               | Daniel Osuna Gómez                   | Chiapas                                     | The University of Texas at Austin | El Efecto de las Políticas Migratorias en el Exterior en las Empresas del País de Origen de los Migrantes                                                             |              |
| 2023                               | Eduardo Maed Medina Cortina          | Ciudad de México                            | University of Illinois at Urbana-Champaign | El Efecto de las Políticas Migratorias en el Exterior en las Empresas del País de Origen de los Migrantes                                                             |              |
| 2022                               | Miguel Ángel Talamas Marcos          | Nuevo León                                  | Northwestern University | Sobreviviendo a la competencia: Cadenas de conveniencia vs tienditas                                                                                                  |              |
| 2021                               | Jonathan Gruber                      | Estados Unidos                              | Harvard University | ¿Puede el Sector de Salud Privado Añadir Valor? Un experimento en México?                                                                                             |              |
| 2021                               | Ari Bronsoler                        |                                             | MIT | ¿Puede el Sector de Salud Privado Añadir Valor? Un experimento en México?                                                                                             |              |
| 2021                               | Enrique Seira Bejarano               | Ciudad de México                            | Stanford University | ¿Puede el Sector de Salud Privado Añadir Valor? Un experimento en México?                                                                                             |              |
| 2020                               | Diego Javier Jiménez Hernandez       |                                             | Stanford University | ¿Debe el gobierno vender productos? Evidencia del mercado mexicano de leche                                                                                           |              |
| 2020                               | Enrique Seira Bejarano               | Ciudad de México                            | Stanford University | ¿Debe el gobierno vender productos? Evidencia del mercado mexicano de leche                                                                                           |              |
| 2019                               | Enrique Seira Bejarano               | Ciudad de México                            | Stanford University | La extensión del crédito y las externalidades de la bancarización secuencial                                                                                          |              |
| 2019                               | Giacomo De Giorgi                    | Italia                                      | University College London | La extensión del crédito y las externalidades de la bancarización secuencial                                                                                          |              |
| 2019                               | Andres Drenik                        | Argentina                                   | Stanford University | La extensión del crédito y las externalidades de la bancarización secuencial                                                                                          |              |
| 2018                               | Alonso De Gortari Briseño            |                                             | Harvard University | Desenredando las cadenas globales de valor: el caso de México |              |
| 2017                               | Julio Carrillo Ábrego                | Nuevo León                                  | Toulouse School of Economics | ¿Qué determina la tasa neutral de interés en una economía emergente?                                                                                                  |              |
| 2017                               | Rocío Elizondo Camejo                | Ciudad de México                            | Universidad Nacional Autónoma de México | ¿Qué determina la tasa neutral de interés en una economía emergente?                                                                                                  |              |
| 2017                               | Cid Alonso Rodríguez Pérez           | Durango                                     | El Colegio de México | ¿Qué determina la tasa neutral de interés en una economía emergente?                                                                                                  |              |
| 2017                               | Jessica Roldán Peña                  | Ciudad de México                            | Universidad de California en Los Ángeles | ¿Qué determina la tasa neutral de interés en una economía emergente?                                                                                                  |              |
| 2016                               | Carlos Alfonso Cebreros Zurita       | Sinaloa                                     | Universidad de Princeton | Las recompensas del auto-descubrimiento: Aprendizaje y dinámica de empresas exportadoras.                                                                             |              |
| 2015                               |                                      |                                             | | |              |
| Yoichi Sugita                      | Japón                                | Universidad de Columbia                     | Emparejamiento selectivo de exportadores e importadores | |              |
| Kensuke Teshima                    | Japón                                | Universidad de Columbia                     | Emparejamiento selectivo de exportadores e importadores | |              |
| Enrique Seira Bejarano             | Ciudad de México                     | Universidad de Stanford                     | Emparejamiento selectivo de exportadores e importadores | |              |
| 2014                               |                                      |                                             | | |              |
| Horacio Alejandro Larreguy Arbesu  | Argentina                            | Instituto Tecnológico de Massachusetts      | Uno por el equipo: Choques en el destino y la oferta de migrantes del hogar. | |              |
| Gustavo José Fajardo Luis          | Venezuela                            | Centro de Estudios Monetarios y Financieros | Uno por el equipo: Choques en el destino y la oferta de migrantes del hogar. | |              |
| Emilio Gutiérrez Fernández         | Ciudad de México                     | Universidad de Brown                        | Uno por el equipo: Choques en el destino y la oferta de migrantes del hogar. | |              |
| 2013                               | Roberto Guerrero Compeán             | Nuevo León                                  | Instituto Tecnológico de Massachusetts | Vulnerabilidad, subsistencia y calentamiento global en México: el impacto de los choques climáticos en el bienestar social.                                           |              |
| 2012                               |                                      |                                             | | |              |
| Miriam Juárez Torres               | Ciudad de México                     | Universidad de Texas A&M                    | La eficiencia de los derivados del clima como un instrumento de cobertura cruzada contra el cambio climático: El caso del manejo y asignación del reservorio en Guanajuato, México. | |              |
| Leonardo Sánchez Aragón            | Ecuador                              | Universidad de Texas A&M                    | La eficiencia de los derivados del clima como un instrumento de cobertura cruzada contra el cambio climático: El caso del manejo y asignación del reservorio en Guanajuato, México. | |              |
| 2011                               | Julio César Leal Ordóñez             | Nuevo León                                  | Universidad Estatal de Arizona | Cobro de impuestos, sector informal y productividad. |              |
| 2011                               | Juan Sebastián Pereyra Barreiro      | Uruguay                                     | Colegio de México | Un modelo dinámico de asignación de plazas docentes. |              |
| 2010                               | Desierto                             | Desierto                                    | Desierto | Desierto | Desierto     |
| 2009                               | Desierto                             | Desierto                                    | Desierto | Desierto | Desierto     |
| 2008                               | Ángel Calderón Madrid                | Ciudad de México                            | Universidad de Cambridge | Duración del desempleo en México: determinantes e implicaciones para la controversia de la segmentación laboral y para el diseño de política económica.               |              |
| 2008                               | Amado Crotte Alvarado                | Ciudad de México                            | Imperial College London | Estimación de elasticidades relacionadas con la demanda de transporte en la Ciudad de México. Una aplicación de tarifas por congestionamiento vial.                   |              |
| 2007                               | Rafael Eduardo De Hoyos Navarro      | Nuevo León                                  | Universidad de Cambridge | Las dinámicas de la distribución del ingreso en México durante el periodo de liberalización comercial.                                                                |              |
| 2006                               | Jorge Gallardo García                | Ciudad de México                            | Universidad de Pensilvania | El Seguro Popular de Salud y su efecto en la salud infantil: Un análisis sobre empleo, fecundidad y cuidado prenatal en México.                                       |              |
| 2005                               | Alejandro Reynoso del Valle          | Ciudad de México                            | Instituto Tecnológico de Massachusetts | Ensayos sobre el impacto macroeconómico de la regulación de operaciones en moneda extranjera: un análisis a partir de la experiencia del sistema financiero mexicano. |              |
| 2004                               | Alfredo Cuecuecha Mendoza            | Ciudad de México                            | Universidad de Boston | La migración de mexicanos a los Estados Unidos: teoría y evidencia.                                                                                                   |              |
| 2003                               | Desierto                             |                                             | | |              |
| 2002                               |                                      |                                             | | |              |
| Francisco Tonatiuh Rodríguez Gómez | Ciudad de México                     | Universidad de Warwick                      | | |              |
| Manuel Enrique García Huitrón      | Ciudad de México                     | Instituto Tecnológico Autónomo de México    | La organización del mercado de pensiones mexicano durante la etapa de acumulación.                                                                                                  | |              |
| 2001                               | María Regina García-Cuéllar Céspedes | Ciudad de México                            | Instituto Tecnológico Autónomo de México | El mercado laboral mexicano: Ensayos sobre el efecto del comercio, la ubicación geográfica y el desarrollo del mercado laboral en la brecha de género.                |              |
| 2000                               | Desierto                             | Desierto                                    | Desierto | Desierto | Desierto     |
| 1999                               | Carlos Serrano Herrera               | Ciudad de México                            | Universidad de California en Berkeley | Ensayos sobre la Reforma a la Seguridad Social y el ahorro en México.                                                                                                 |              |
| 1998                               | José Luis Negrín Muñoz               | Ciudad de México                            | Universidad Rice | Determinación del precio de acceso en una industria verticalmente integrada. Un enfoque de regulación parcial con referencia a la experiencia mexicana                |              |
| 1997                               | Andrés Conesa Labastida              | Ciudad de México                            | Instituto Tecnológico de Massachusetts | Ensayos sobre finanzas internacionales: Teoría y evidencia para México.                                                                                               |              |
| 1996                               | Gonzalo Hernández Licona             | Ciudad de México                            | Universidad de Oxford | Efectos de la pobreza familiar sobre la participación en el mercado laboral, las horas trabajadas y el desempleo en México.                                           |              |
| 1996                               | Jorge Flores Kelly                   | Ciudad de México                            | Instituto Tecnológico Autónomo de México | Análisis Bioeconómico para la pesquería secuencial de camarón en el pacífico mexicano.                                                                                |              |
| 1995                               | Rigoberto Ariel Yépez García         | Ciudad de México                            | Universidad de Chicago | Políticas de precios para la industria del gas natural en México. |              |
| 1994                               | Ernesto Estrada González             | Ciudad de México                            | Universidad de Chicago | Políticas de precios para los ferrocarriles mexicanos. |              |
| 1993                               | Raúl Alejandro Livas Elizondo        | Ciudad de México                            | Instituto Tecnológico de Massachusetts | Desarrollo regional y apertura comercial en México. Un ensayo analítico sobre geografía económica.                                                                    |              |
| 1992                               | Santiago Levy Algazi                 | Ciudad de México                            | Universidad de Boston | La pobreza en México. |              |
| 1991                               | Rogelio Arellano Cadena              | Ciudad de México                            | Universidad de California en Los Ángeles | Incertidumbre cambiaria y desarrollo económico: la experiencia de América Latina y del Este de Asia.                                                                  |              |
| 1990                               | Alejandro Reynoso del Valle          | Ciudad de México                            | Instituto Tecnológico de Massachusetts | Efectos macroeconómicos de las reformas monetarias, el control de precios y la represión financiera.                                                                  |              |
| 1989                               | Héctor Alonso Olea Hernández         | Estado de México                            | Universidad Rice | Inmigración indocumentada: Participación mexicana en el mercado laboral de Estados Unidos.                                                                            |              |
| 1988                               | Allen Sanginés Krause                | Ciudad de México                            | Universidad de Harvard | La economía política de la protección comercial. |              |
| 1987                               | Agustín Carstens Carstens            | Ciudad de México                            | Universidad de Chicago | Un estudio sobre el mercado a futuro del peso mexicano. |              |
| 1986                               | Aarón David Schwartzman Kaplan       | Ciudad de México                            | Instituto Tecnológico de Massachusetts | Inversión, tipo de cambio y política fiscal: La experiencia mexicana.                                                                                                 |              |
| 1985                               | Alejandro Genaro Santos Leal         | Nuevo León                                  | Universidad de Yale | Ensayos sobre el tipo de cambio en México, 1925-1981. |              |
| 1984                               | Enrique Cárdenas Sánchez             | Ciudad de México                            | Universidad de Yale | La industrialización mexicana durante la Gran Depresión. |              |
| 1984                               | Fernando Sánchez Ugarte              | Estado de México                            | Universidad de Chicago | Incentivos fiscales a la inversión para la promoción industrial: La experiencia mexicana.                                                                             |              |
| 1983                               | No realizado                         | No realizado                                | No realizado | No realizado | No realizado |
| 1982                               | Desierto                             | Desierto                                    | Desierto | Desierto | Desierto     |
| 1981                               | Desierto                             | Desierto                                    | Desierto | Desierto | Desierto     |
| 1980                               | Juan Díez Canedo Ruiz                | Ciudad de México                            | Instituto Tecnológico de Massachusetts | Ensayos sobre el tipo de cambio en México, 1925-1981. |              |
| 1979                               | Jaime Serra Puche                    | Ciudad de México                            | Universidad de Yale | Un modelo de equilibrio general para la economía mexicana: Un análisis de políticas fiscales                                                                          |              |
| 1978                               | Antonio Gómez Oliver                 | Ciudad de México                            | Universidad de Chicago | Políticas monetaria y fiscal de México. La experiencia desde la postguerra, 1946-1976.                                                                                |              |
| 1977                               | Desierto                             | Desierto                                    | Desierto | Desierto | Desierto     |
| 1976                               | Jesús Reyes-Heroles González-Garza   | Ciudad de México                            | Instituto Tecnológico de Massachusetts | Política fiscal y redistribución del ingreso. |              |
| 1975                               | René Villarreal Arrambide            | Ciudad de México[cita requerida]            | Universidad de Yale | Desequilibrio Externo, Crecimiento sin Desarrollo, el Modelo de Sustitución de Importaciones, la Experiencia Mexicana (1929- 1975)                                    |              |
| 1974                               | Crescencio Ruiz Chiapetto            | San Luis Potosí                             | Universidad de Pittsburg | El Desarrollo Urbano de México. Diagnóstico e Implicaciones Futuras                                                                                                   |              |
| 1974                               | Luis Unikel Spector                  | Ciudad de México                            | Universidad de Harvard | El Desarrollo Urbano de México. Diagnóstico e Implicaciones Futuras                                                                                                   |              |
| 1974                               | Gustavo Garza Villarreal             | Nuevo León                                  | Universidad Autónoma de Nuevo León | El Desarrollo Urbano de México. Diagnóstico e Implicaciones Futuras                                                                                                   |              |
| 1973                               | Desierto                             | Desierto                                    | Desierto | Desierto | Desierto     |